# Bohumil Klepetko
Bohumil Klepetko (* 13. ledna 1967 Roudnice nad Labem) je český redaktor a moderátor. V letech 1998 až 2012 moderoval na ČT hlavní zpravodajskou relaci Události, mezi roky 2012 a 2013 pak Události, komentáře, v letech 2013 a 2014 Hyde park, Interview ČT24 a v současnosti moderuje pořady Události v regionech a Politické spektrum.

## Životopis
Narodil se a bydlí v Roudnici nad Labem. Jeho otec byl první ředitel třetí základní školy v Roudnici nad Labem. V letech 1981 až 1985 vystudoval Gymnázium Roudnice nad Labem, ve studiích pokračoval nejprve na 2. lékařské fakultě Univerzity Karlovy v Praze a později na Fakultě sociálních věd téže univerzity.
Sám hrál lední hokej, např. za „A“ tým mužů v Roudnici nad Labem. Také byl přijat na námořní akademii v zahraničí, ale z osobních důvodů nemohl nastoupit ke studiu.

## Činnost
V letech 1992 až 1993 externě spolupracoval s redakcí zpravodajství České televize, od roku 1994 je zde zaměstnán:
- reportér vnitropolitického zpravodajství (parlamentní, vládní a hradní zpravodaj)
- moderátor diskusního pořadu Debata
- vedoucí redaktor domácího zpravodajství (1997–1999)
- moderátor pořadu komentovaného zpravodajství „21“ (1994–1998)
- šéfredaktor zpravodajství ČT, resp. šéfredaktor zpravodajství a publicistiky ČT (2000–2002)
- moderátor hlavního zpravodajského pořadu ČT Události (1998–2012)
- moderátor pořadu Události, komentáře (2012–2013)
- moderátor pořadu Hyde park (2013–2016)
- moderátor pořadu Interview ČT24
- moderátor pořadu Události v regionech
- moderátor pořadu Politické spektrum
- moderátor Studia ČT 24

Externě spolupracoval s Českým rozhlasem a ČTK.
Do konce března 2012 moderoval společně s Ivetou Toušlovou pořad Události, hlavní zpravodajskou relaci České televize. Od dubna 2012 se přesunul do večerního pořadu Události, komentáře. Další změna nastala v září 2013, kdy opustil Události, komentáře a začal společně s Danielem Takáčem uvádět pořad Hyde park na ČT24.
Od roku 2019 moderuje pořady Události v regionech a Politické spektrum.

## Záliby
- Hokej (synové hrají dorosteneckou a žákovskou ligu) a sport obecně. Prezident hokejového klubu v Roudnici nad Labem (2008–2011)
- Moře, lodě, mořeplavba (hlavně česká a československá námořní plavba)

## Rodina
- Synové: Jeroným Klepetko, Benedikt Klepetko, Teodorik Klepetko

## Zajímavosti
Při teroristickém útoku na Ministerstvo obrany Spojených států amerických v září 2001 byl v Pentagonu a smrti unikl jen díky nárazu letadla do opačného prostoru k místu, kde se nacházel.